# Dirck Scholl
Dirck Scholl, né à Brielle en 1641 et mort à Delft le 21 mars 1727, est un organiste, carillonneur et compositeur des Provinces-Unies.

## Biographie

### Apprentissage et mariages
Il entra sans doute d'abord en apprentissage chez son père, Jan Dircxz. Scholl.
Le 3 juin 1665 eut lieu, à Amsterdam, la publication des bans du mariage de Scholl avec Johanna van Noordt, fille de Jacob van Noordt, organiste de la vieille église d'Amsterdam.  Le 24 avril 1678, Scholl se remaria à La Haye avec Jacoba van der Hek (dont la sœur, Sara, se maria le même jour avec son frère Cornelis.

### Arnhem et Delft
En 1661, il devint organiste et carillonneur de l'église Saint-Eusèbe d'Arnhem, où il était membre du collegium musicum .  Sous la représentation de ses armoiries dans l'armorial de cette société de musique, il ajouta la phrase (néerlandaise) suivante :
« Si l'amour est l'ivresse, je suis rarement sobre. »
De la ville d'Arnhem, il se rendit, en 1665, à Delft, où il devint organiste et carillonneur de la nouvelle église et où il était, selon le titre de son ouvrage Delfs-Engels, publié en 1671, également maître de musique de la Maison des frères (Fraterhuis).  En outre, il jouait du clavecin et de la viole de gambe et il composait de la musique de chambre, qui était sans aucun doute exécutée par le collegium musicum .
En sa qualité d'expert d'orgue, son aide fut sollicitée par l'église wallonne de La Haye en 1696 et en 1711, et par la nouvelle église de la même ville en 1702.  Le 26 mai 1663, la nouvelle église de Delft fit appel à son expertise.  En 1676, il fit l'inspection du nouveau carillon de Gouda et, le 18 septembre 1687, celle des cloches de la tour de l'église Saint-Jacques de La Haye, coulées à Anvers par le fondeur de Haze.

### L'affaire du carillon de Gouda
L'expertise du carillon de Gouda incita le fondeur de ses cloches, Pierre Hemony d'Amsterdam, à contester, dans un pamphlet, l'opinion de Quirinus van Blanckenburg, qui lui avait conseillé de couler, pour ce carillon, une cloche  en do dièse et une cloche en ré dièse à l'octave inférieure.  À ce pamphlet, dont il était cosignataire, Dirck Scholl ajouta un Toegift (Supplément) rimé.  Tout cela et le fait que le pamphlet en question fut imprimé à Delft (par Pieter Oosterhout en 1678) nous amène à croire que ce n'était pas Hemony, mais plutôt Scholl qui s'opposait au système de Blanckenburg.  À l'origine de cette divergence d'opinion ne se trouvait pas l'incompatibilité des caractères des compositeurs, mais plutôt l'avancement de nouveaux concepts rejetés par Scholl, comme en témoigne sa désapprobation de la musique de Corelli, qui commençait à pénétrer les Provinces-Unies vers cette époque, comme Blanckenburg le mentionnera plus tard, en 1739, au sujet du débat autour du carillon de Gouda.

### Succession
Après la mort de Dirck Scholl, son fils Hubertus lui succéda.  Il fut enseveli dans la vieille église de Delft comme son père.

## Notoriété
Vander Straeten émit cette opinion sur lui : 
« Il avait d'ailleurs un esprit caustique naturel qui s'épanchait en mille saillies sur les questions scabreuses à l'ordre du jour. »
En effet, il semble avoir été une personne éminente ; ainsi, Poot l'a chanté (Mengeldichten,  p. 35-37 ), et Thomas van der Wilt a gravé son portrait en manière noire vers 1698-1699 (Muller, no  4809).  Dans le Bellum juridicum ofte den oorlogh der advocaten (Utrecht, 1743) sont publiés deux conseils juridiques du 17 juillet 1681 sur une procédure non précisée entamée par Rebecca Palache, veuve d'Abraham Cohen, contre lui et son épouse.

## Œuvres

### Introduction
Scholl a surtout composé de la musique de chambre.  Mais, les seules compositions instrumentales conservées de ce compositeur sont les simples danses françaises du Vrede-triumph ofte Thalia's lust-hoff (1678).  Le seul exemplaire connu de cet ouvrage est conservé à la bibliothèque de la cathédrale de Durham.  Aussi s'agirait-il du seul ouvrage musical connu imprimé à Delft au XVIIe siècle.  Pourtant, on connaît un exemplaire d'une œuvre sur des paroles néerlandaises : une lamentation sur la mort de Marie Stuart.

### Musique vocale
- (nl) Olypodigro, ofte mengelmoes [Mélanges, à une voix et basse continue].
- (nl) Rouw- en liefde-tranen uitgestort over de dood van Maria Stuart. Koninginne van Groot Brittanje [Larmes de deuil et d'amour, versées sur la mort de Marie Stuart, reine de Grande-Bretagne, à une voix, deux violons, une viole de gambe et basse continue], Delft, 1695.
- (nl) Troost in ouderdom door d'Hr. A. Alewijn, en tegenzang voor de jonkheyd door T. van der Wilt [Consolation dans la vieillesse, de monsieur Abraham Alewijn et Chant pour la jeunesse, de Thomas van der Wilt, à une voix et basse continue], Delft, 1717.
- (nl) D'onnaspeurlijke naspeuring, bestaande in vraag, antwoord en toesang, door T. van der Wilt [La Recherche introuvable, consistant en la question, en la réponse et en l'épilogue, de Thomas van der Wilt, à une voix et basse continue], Delft, 1717.

### Musique instrumentale
- (nl) Den spelende kus-hemel, bestaende in een getal speelstucken zijnde met drie instrumenten en een grondtgeluyd [Le Ciel de baisers musical, comprenant des sonates à trois instruments et basse continue], Delft, 1669.
- (nl) Delfs-Engels, bestaende in verscheyde sonaten a. 3 instrumenten, 2 fiolen met een fiool di gamba en een basso continuo [Les Anges de Delft, sonates à trois instruments, deux violons, viole de gambe et basse continue], Delft, 1671.
- (nl) Weergalm op het onderste gedeelte van de quintessence der nouvelles van 14 maart 1695 [Écho de la partie inférieure de la quintessence des nouvelles du 14 mars 1695], no  21, 2e impr., Delft, 1695.
- (nl) Koninglijke airs a 2, een hand-fiool, met een fiool di gamba, en een basso continuo, op. VIII [Airs royaux pour violon, viole de gambe et basse continue].
- (nl) Kermisweek bestaende in gigen, balletten en sarbanden voor een viool en een bas, op. IX [ Semaine de kermesse, consistant en des gigues, des ballets et des sarabandes, pour un violon et une basse].

Le code entre parenthèses indique la langue utilisée dans l'ouvrage et non nécessairement un ouvrage de musique vocale dans cette langue.